# Brantley Gilbert
Brantley Gilbert (Jefferson, 20 gennaio 1985) è un cantautore statunitense di genere country..
Ha preso parte nel 2013 al C2C: Country to Country ll primo festival country del Regno Unito.

## Discografia
Album in studio
- 2009 - Modern Day Prodigal Son
- 2010 - Halfway to Heaven
- 2014 - Just as I Am
- 2017 - The Devil Don't Sleep
- 2019 - Fire & Brimstone
- 2022 - So Help Me God

Singoli
- 2010 - Kick It in the Sticks
- 2010 - My Kind of Crazy
- 2011 - Them Boys
- 2011 - Country Must Be Country Wide
- 2011 - You Don't Know Her Like I Do
- 2012 - More Than Miles